# Foster’s Group
Foster’s Group — австралийский пивоваренный холдинг, также занимающийся производством вина и безалкогольных напитков. 
Среди прочих компаний холдингу принадлежат Beringer Blass — седьмой по величине производитель вина в США и Treasury Wine Estates — крупнейший производитель вина в Австралии (владеющий такими брендами, как 19 Crimes и Penfolds).